# Antonio Valbuena Alonso
Antonio Valbuena Alonso (Pedrosa del Rey, 26 de febrer de 1948), oficial del cos de Bombers de la Generalitat de Catalunya, és una figura de referència per al col·lectiu dels bombers catalans, tant per la seva experiència i vivència directa del dia a dia dels bombers, com per la seva extraordinària tasca en temes d'investigació, divulgació i formació per al cos de Bombers de la Generalitat de Catalunya.

## Trajectòria de bomber
Va ingressar al cos de bombers de la Diputació de Barcelona l'1 d'agost de 1973. Va estar dos anys Parc de Bombers de Sabadell i set anys al Parc de Bombers de l'Hospitalet de Llobregat. L'any 1985 va ser nomenat Cap del Parc de Bombers de Cerdanyola del Vallès, càrrec que va desenvolupar fins al febrer de 1986.
Paral·lelament, va formar part de diversos grups d'especialistes del Servei de Bombers de la Generalitat: del grup de submarinistes, i també del primer grup d'operadors de vol des del 1983 fins al 1989 i va formar part del grup d'especialistes que el Servei de Bombers de la Generalitat de Catalunya va enviar a la Pantanada de Tous i la inundació de Lleida del 1982, i també al Terratrèmol de Mèxic de 1985. Per aquesta última intervenció, va obtenir diverses mencions i felicitacions.
L'any 1986 va ascendir a la categoria de sergent del cos de Bombers de la Generalitat de Catalunya i va passar a treballar com a responsable dels instructors de l'Escola de Bombers i Seguretat Civil de Catalunya.

## Formació de bombers
Inicia la formació de bombers el 1983, quan imparteix classes teòriques i pràctiques en diverses entitats i administracions, però sobretot, en l'Escola de Bombers i Seguretat Civil de Catalunya, entitat encarregada d'impartir la formació adreçada al col·lectiu de bombers catalans (actualment, aquesta Escola està integrada dins de l'Institut de Seguretat Pública de Catalunya). Com a cap d'instructors, ha marcat línies d'investigació i de docència, sempre des d'un vessant autodidacta. En els darrers anys, s'ha centrat fonamentalment en la investigació i docència en temes de conducció i, molt especialment, d'hidràulica, que esdevé la seva passió. El 2005 fou nomenat responsable d'Instructors de l'Escola de Bombers i Seguretat Civil de Catalunya de la Direcció General d'Emergències i Seguretat Civil del Departament d'Interior.
Ha elaborat material didàctic teòric (fitxes de material, fitxes de pràctiques, manuals didàctics, etc.) i també pràctic, sempre amb la finalitat de millorar la qualitat de l'ensenyament. Pels seus coneixements i experiència, ha col·laborat també en el disseny, verificació i homologació de diversos materials, equipaments i vehicles per al cos de Bombers de la Generalitat de Catalunya.

## Honors
Antonio Valbuena és conegut per pràcticament tot el cos de Bombers catalans; per les seves classes ha passat bona part dels bombers actualment en servei. El 2001, la Fundació Bufí i Planas va atorgar un premi a Antonio Valbuena per la seva intensa trajectòria professional. És conegut no només per la seva passió per la feina, sinó també pel seu esperit altruista, solidari i proper. Precisament per aquests motius, l'any 2004 la Generalitat de Catalunya li va atorgar una Menció honorífica en la que destacaven "l'entrega i la dedicació demostrades per l'Antonio Valbuena Alonso en el decurs de la seva carrera professional, en concret, en les seves tasques a l'Escola de Bombers i Seguretat Civil de Catalunya".